# Georg Ferdinand Burkhardt
Georg Ferdinand Burkhardt (* 22. November 1809 in Hachelbich; † 28. Juli 1872 ebenda) war ein deutscher Landwirt und Politiker.

## Leben
Burkhardt war der Sohn des Gutsbesitzers Johann Andreas Burkhardt und dessen Ehefrau Johanne Wilhelmine Juliane, geborene Koch. Er war evangelisch-lutherischer Konfession und heiratete am 9. Juli 1837 in Hachelbich Johanna Ernestine Aemilie (Emilie) Wechsung (* 27. Oktober 1811 in Hachelbich; † 14. Mai 1886 ebenda), die Tochter des Gerichtsschöppen Johann Caspar Wechsung.
Burkhardt lebte als Ökonom im Hachelbich, wo er auch Schulze war.
Vom 4. bis zum 15. Juni 1849 war er als Stellvertreter von Carl Rebling Abgeordneter im Landtag des Fürstentums Schwarzburg-Sondershausen.